# Gab (mạng xã hội)
Gab là một dịch vụ mạng xã hội Mỹ được biết tới như một nền tảng mạng xã hội cởi mở và tự do ngôn luận. Nó đã thu hút những người dùng và các nhóm bị cấm tham gia các phương tiện truyền thông xã hội khác và những người dùng đang tìm kiếm các lựa chọn thay thế cho các nền tảng truyền thông xã hội chính thống vốn kiểm duyệt. Gab tuyên bố sẽ thúc đẩy tự do ngôn luận và tự do cá nhân, mặc dù những tuyên bố này đã bị chỉ trích là lá chắn cho hệ sinh thái cực hữu và cực đoan của nó. Chủ nghĩa bài Do Thái nổi bật trong nội dung của trang web và bản thân công ty cũng đã tham gia vào các bài bình luận bài Do Thái trên Twitter. Các nhà nghiên cứu đã viết rằng Gab đã "nhiều lần có liên quan đến việc cực đoan hóa dẫn đến các sự kiện bạo lực trong thế giới thực".
Gab ra mắt công chúng vào tháng 5 năm 2017.  Với tư cách là một nền tảng tiểu blog, Gab đã được mô tả là tương tự như Twitter. Trang web này đã trải qua sự giám sát rộng rãi của công chúng sau vụ xả súng ở giáo đường Do Thái Pittsburgh vào tháng 10 năm 2018, sau khi phát hiện ra rằng nghi phạm duy nhất của vụ tấn công, Robert Gregory Bowers, đã đăng một tin nhắn trên Gab cho thấy ý định sát thương người khác ngay lập tức trước khi xảy ra vụ nổ súng. Bowers đã có một lịch sử thực hiện các bài đăng cực đoan, chống đối trên trang web. Sau vụ nổ súng, Gab đã ngoại tuyến một thời gian ngắn khi nó bị nhà cung cấp dịch vụ lưu trữ bỏ rơi và bị một số nhà xử lý thanh toán từ chối phục vụ.
Vào tháng 2 năm 2019, Gab ra mắt Dissenter, một tiện ích mở rộng của trình duyệt và trang web cho phép người dùng Gab đưa ra nhận xét về nội dung được lưu trữ trên bất kỳ trang web nào thông qua lớp phủ chỉ hiển thị đối với những người đã đăng nhập vào Dissenter hoặc sử dụng tiện ích mở rộng. Điều này cho phép bình luận bỏ qua các thực tiễn kiểm duyệt trang web riêng lẻ. Vào tháng 4 năm 2019, Dissenter đã bị xóa khỏi trang web Tiện ích bổ sung của Firefox và Cửa hàng Chrome trực tuyến do vi phạm chính sách của họ. Vào tháng 7 năm 2019, Gab đã chuyển cơ sở hạ tầng phần mềm của mình sang một nhánh của Mastodon, một nền tảng mạng xã hội mã nguồn mở và miễn phí. Mastodon đã đưa ra một tuyên bố để phản đối, tố cáo Gab đang cố gắng "kiếm tiền và tạo nền tảng cho nội dung phân biệt chủng tộc trong khi ẩn mình sau biểu ngữ tự do ngôn luận."

## Lịch sử

### Gab

#### 2016–2018
Gab được thành lập bởi giám đốc điều hành (CEO) Andrew Torba và giám đốc công nghệ (CTO) Ekrem Büyükkaya, người đã từng làm việc cùng nhau tại công ty công nghệ quảng cáo Automate Ads. Trang web ra mắt ở bản beta riêng tư vào ngày 15 tháng 8 năm 2016, tự quảng cáo như một giải pháp thay thế "tự do ngôn luận" cho các trang mạng xã hội Twitter và Facebook. Torba đã trích dẫn "sự độc quyền của Big Social hoàn toàn nghiêng về phía cánh tả" và bị cáo buộc là thiên vị chống lại các bài báo bảo thủ của Facebook là lý do anh ấy tạo ra trang web này.. Gab AI, Inc. được thành lập vào ngày 6 tháng 9 năm 2016.  Vào tháng 10 năm 2016, Utsav Sanduja gia nhập Gab với tư cách là giám đốc điều hành (COO).
Torba cho biết vào tháng 11 năm 2016 rằng lượng người dùng của trang web đã mở rộng đáng kể sau những tranh cãi về kiểm duyệt liên quan đến các công ty truyền thông xã hội lớn, bao gồm cả việc đình chỉ vĩnh viễn một số tài khoản cực hữu nổi tiếng từ Twitter. Vào tháng 12 năm 2016, Apple Inc. đã từ chối việc Gab gửi ứng dụng của mình lên iOS App Store, với lý do là nội dung khiêu dâm. Đồng thời, Twitter cũng cắt quyền truy cập của Gab vào API Twitter mà không nêu rõ lý do. Một phiên bản sửa đổi của ứng dụng chặn nội dung khiêu dâm theo mặc định cũng bị từ chối do vi phạm quy tắc của Apple về phát biểu thù hận.
Vào tháng 3 năm 2017, Gab đã thêm tài khoản Pro vào ngày 8 tháng 5 năm 2017, Gab đã kết thúc thử nghiệm beta riêng tư.  Cũng trong tháng 5, Gab đã ra mắt ứng dụng Android cho Cửa hàng Google Play.  Vào tháng 8 năm 2017, GabTV, một dịch vụ phát trực tiếp, đã được ra mắt cho các thành viên GabPro. Vào ngày 17 tháng 8, Google đã xóa ứng dụng của Gab khỏi Cửa hàng Google Play do vi phạm chính sách chống ngôn từ kích động thù địch, tuyên bố rằng ứng dụng này không "thể hiện đủ mức độ kiểm duyệt, bao gồm cả nội dung khuyến khích bạo lực và chủ trương căm thù các nhóm của người."  Vào ngày 14 tháng 9 năm 2017, Gab đã đệ đơn kiện chống độc quyền chống lại Google  nhưng đã bỏ đơn kiện vào ngày 22 tháng 10 năm 2017, ủng hộ việc vận động Quốc hội hành động chống lại "những gã khổng lồ công nghệ độc quyền".
Vào tháng 9 năm 2017, Gab chuyển trụ sở chính đến Pennsylvania. Hồ sơ của Ủy ban Chứng khoán và Giao dịch Hoa Kỳ (SEC), vào cuối tháng 3 năm 2018, cho biết rằng Torba đã đưa Gab ra khỏi một không gian làm việc chung WeWork ở Philadelphia. Một phát ngôn viên của WeWork nói rằng Torba đã trở thành một thành viên dưới tên của cá nhân, không phải của Gab, và thời gian của anh tại Gab rất ngắn ngủi. Vào cuối tháng 10 năm 2018, một phát ngôn viên của Gab nói với The Philadelphia Inquirer rằng Gab không còn ở Philadelphia nữa.
Vào tháng 9 năm 2017, Gab phải đối mặt với áp lực từ công ty đăng ký tên miền Asia Registry để gỡ bài đăng của người sáng lập The Daily Stormer, Andrew Anglin, cho Gab 48 giờ để làm như vậy. Gab sau đó đã gỡ bài đăng xuống. Danny O'Brien của Electronic Frontier Foundation nhận xét rằng áp lực này là một phần của sự gia tăng các vụ bắt giữ tên miền với động cơ chính trị.
Utsav Sanduja, COO của Gab, đã rời công ty vào tháng 6 năm 2018. Trong một cuộc phỏng vấn vào tháng 10 năm 2018 với ABC News, Sanduja nói rằng vợ của anh ta, người làm việc tại một giáo đường Do Thái, đã bị lừa và nhận được lời đe dọa giết khi anh ta làm việc tại Gab: "rõ ràng một số thông tin cá nhân của cô ấy đã bị phát hiện và gia đình tôi và tôi đã phải chịu khá nhiều lạm dụng, nhắm mục tiêu có hệ thống từ những người thực sự xấu xa, và thành thật mà nói, điều đó chỉ khiến chúng tôi tổn hại về mặt tinh thần. " 
Vào ngày 9 tháng 8 năm 2018, Torba thông báo rằng Microsoft Azure, máy chủ của Gab, đã đe dọa đình chỉ trang web trong "vài tuần hay vài tháng" nếu họ không xóa hai bài đăng chống đối được Patrick Little, một ứng cử viên Thượng viện Hoa Kỳ đã bị loại khỏi Đảng Cộng hòa vì chủ nghĩa bài Do Thái của mình, đăng lên. Theo The Verge, các bài đăng "thể hiện chủ nghĩa bài Do Thái dữ dội và đáp ứng mọi định nghĩa hợp lý về lời nói căm thù."  Tài khoản Twitter của Gab khẳng định rằng Little đã tự xóa các bài đăng, nhưng điều này trái ngược với Torba, người nói rằng chính Gab đã xóa các bài đăng mà "không nghi ngờ gì" đã vi phạm "nguyên tắc người dùng" của họ. Cùng ngày, Alex Jones đã phỏng vấn Torba trên The Alex Jones Show trong thời gian anh ấy đưa tin về lệnh cấm vĩnh viễn của anh ấy khỏi YouTube. Little đã bị Gab đình chỉ vô thời hạn vào cuối tháng 11 năm 2018 vì khuyến khích quấy rối cá nhân; Gab nhấn mạnh rằng mặc dù tài khoản của Little đã đăng từ ngữ thù hận nhưng đó không phải là nguyên nhân dẫn đến lệnh cấm trên.
Theo hồ sơ của Gab với SEC, có khoảng 635.000 người dùng đã đăng ký trên Gab vào ngày 10 tháng 9 năm 2018. Vào ngày 12 tháng 9 năm 2018, Gab đã mua tên miền Gab.com từ Sedo với giá $220,000 tại Flippa; trước đó nó đã sử dụng miền Gab.ai.
Vào đầu tháng 10 năm 2018, tài khoản Stripe của Gab đã bị tạm ngưng do nội dung người lớn trên Gab. Trong cuộc bầu cử tổng thống Brazil năm 2018, nhiều trang chính trị cánh hữu của Brazil đã bị cấm truy cập Facebook vì vi phạm các quy tắc về ngôn từ kích động thù địch của trang này. Đáp lại, nhiều quản trị viên của các trang này đã bắt đầu quảng cáo Gab như một nền tảng thay thế; sau đó, người Brazil trở thành nhân khẩu học lớn thứ hai của người dùng Gab. Đảng của Jair Bolsonaro, Đảng Tự do Xã hội, có một tài khoản Gab chính thức. Vào tháng 12 năm 2018, Gab đã tài trợ cho "Hội nghị thượng đỉnh về hành động dành cho sinh viên" của Turning Point USA tại Palm Beach, Florida. Vài ngày trước sự kiện này, Turning Point USA đã loại Gab khỏi danh sách các nhà tài trợ mà không có lời giải thích. Gab đã đăng một thông cáo báo chí phản đối việc loại bỏ không giải thích này.